# Johann Paul Kremer
Johann Paul Kremer (ur. 26 grudnia 1883 w Stellbergu koło Kolonii, zm. 8 stycznia 1965) – doktor filozofii oraz medycyny, niemiecki zbrodniarz wojenny, profesor anatomii, lekarz SS w obozie koncentracyjnym Auschwitz-Birkenau i SS-Obersturmführer.

## Życiorys
Maturę zdał po odbyciu ochotniczej służby wojskowej w 1909 roku. Tuż przed wybuchem I wojny światowej uzyskał tytuł doktora filozofii na Uniwersytecie Berlińskim. Studiował również medycynę i biologię. Już podczas wojny zdobył dyplom lekarza medycyny i dyplom doktora biologii. Doktorat z medycyny zdobył w roku 1919. Pracował jako docent przy katedrze anatomii Uniwersytetu w Münster, gdzie wykładał anatomię i nauki o ludzkiej dziedziczności.
Członek NSDAP od 30 czerwca 1932 (nr legitymacji partyjnej 1265405) i SS od 1934 (numer identyfikacyjny 262703). Od 30 sierpnia 1942 do 18 listopada 1942 pełnił funkcję lekarza SS w niemieckim obozie koncentracyjnym Auschwitz-Birkenau.

"O godz. 3. nad ranem byłem obecny po raz pierwszy przy akcji specjalnej. Wydaje mi się, że w porównaniu z nią "Piekło" Dantego jest komedią. Nie darmo Oświęcim nazywa się obozem zagłady".
Johann Paul Kremer, 2.IX.1942, Auschwitz-Birkenau.

Kremer interesował się zmianami poszczególnych narządów w różnych chorobach np. w chorobie głodowej. Prowadził w KL Auschwitz badania nad zmianami powstałymi w organizmie ludzkim na skutek głodu, szczególnie nad zanikiem brunatnym wątroby (braune Atrophie). Wybierał chorych w różnych okresach choroby głodowej, kazał ich fotografować a następnie zabijać wstrzyknięciem fenolu, co wykonywał podoficer sanitarny SS. Następnie ze świeżych zwłok usuwano wątrobę, śledzionę i trzustkę, z których sporządzano odpowiednie preparaty.
Liczbę ofiar takich eksperymentów trudno określić. W latach 1899–1945 Kremer pisał pamiętnik, w którym codziennie notował swoje przeżycia i przemyślenia. Podczas aresztowania w angielskiej strefie okupacyjnej trafił on w ręce aliantów i poważnie obciążył Kremera stanowiąc niezaprzeczalny dowód jego winy. Dzięki jego analizie udało się ustalić, że brał on 14 razy udział w gazowaniu ludzi w obozie. Oprócz tego brał aktywny udział w selekcjach i masowych egzekucjach.

## Po wojnie
W pierwszym procesie oświęcimskim 22 grudnia 1947 został skazany przez Najwyższy Trybunał Narodowy w Krakowie na karę śmierci.
Karę tę zamieniono na dożywocie, a w 1958 Kremer odzyskał wolność. W 1960 r. wszczęto przeciw niemu drugi proces w Münster, gdzie zapadł wyrok skazujący go na 10 lat więzienia i utratę tytułu profesora i doktora filozofii. Sąd uznał jednak, że odbył już swoją karę i Kremera ułaskawiono. Następnie był świadkiem podczas drugiego procesu oświęcimskiego.